# Komputer analogowo-cyfrowy

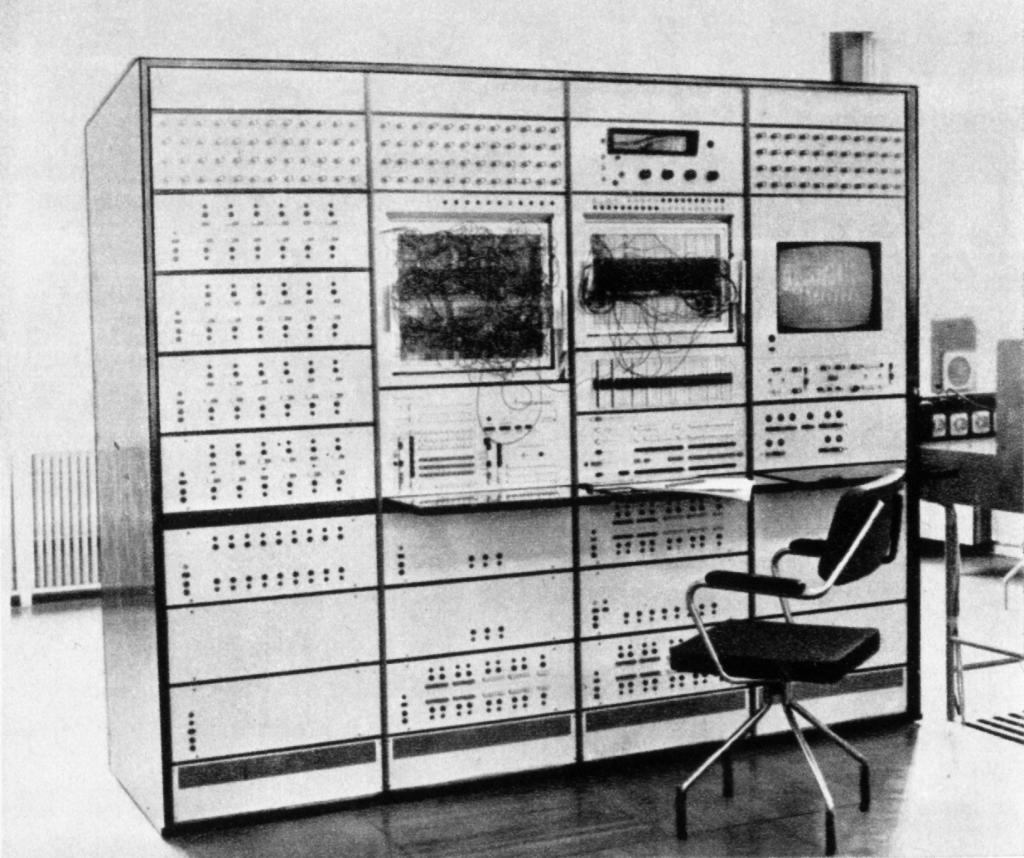
WAT 1001 z 1976 roku

Komputer analogowo-cyfrowy (komputer hybrydowy) – komputer analogowy uzupełniony o przetworniki analogowo-cyfrowe, cyfrowo-analogowe, cyfrowe generatory funkcji i układ sterownia mogący współpracować z komputerem cyfrowym. Typowo w takim układzie część analogowa odpowiedzialna jest za rozwiązywanie równań różniczkowych, a cyfrowa za sterowanie procesem i przetwarzanie operacji logicznych.
Komputery analogowe są bardzo szybkie, jako że najbardziej złożone równania rozwiązują z prędkością, z jaką sygnał przemierza obwód (co jest zbliżone do prędkości światła w próżni). Z drugiej strony dokładność komputerów analogowych nie jest zbyt duża, ogranicza się do trzech, najwyżej czterech cyfr znaczących.
Komputery cyfrowe potrafią za to obliczać rozwiązania z dowolną dokładnością, jednak zajmuje to im dużo czasu w porównaniu z analogowymi. Typowo używają one metod iteracyjnych, co wymaga dużej liczby operacji (tym większej, im większa dokładność jest wymagana). Dla wielu zadań czasu rzeczywistego, np. obsługa radarów, badania meteorologiczne, takie cyfrowe obliczenia są zbyt powolne, aby były użyteczne, zaś dokładność obliczeń analogowych jest niewystarczająca.
W odpowiedzi na to wyzwanie powstały komputery mieszane: komputer analogowy wyznacza przybliżoną wartość, która jest dobrym punktem wyjścia dla algorytmu cyfrowego zwiększającego dokładność obliczeń. Tak „analogowo” pozyskana wartość początkowa jest niezbyt dokładna, ale odpowiednia, by rozwiązanie cyfrowe wyznaczyć szybko i poprawnie.